# 纳济姆·巴巴耶夫
纳济姆·巴巴耶夫（1997年10月8日—）生于巴库，是一名阿塞拜疆男子田径运动员，主攻三级跳远。他在六岁前和家人居住在俄罗斯莫斯科，后来移居至巴库。他在一年级时开始从事体育运动，2008年时开始参加比赛，15岁时首次代表国家出战国际比赛。2014年8月，他在第二届夏季青奥男子三级跳远项目上获得铜牌，成为历史上第一位在国际奥委会赛事中获得奖牌的阿塞拜疆田径选手。